# Maison des Quatre Fils Aymon
La maison des Quatre Fils Aymon est situé à Tours dans le Vieux-Tours, au 1, place du Grand-Marché. Le monument fait l’objet d’une inscription au titre des monuments historiques depuis 1941.